# Jeu TV portable
Ne doit pas être confondu avec Jeu télévisé.

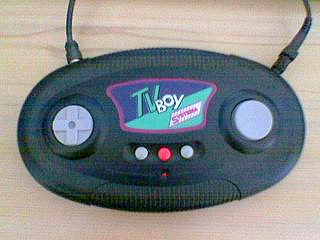
Un jeu TV portable.

Un Jeu TV portable ou jeu TV (Handheld TV game ou TV game en anglais) est un appareil de divertissement interactif plug and Play s'apparentant à une manette de jeu vidéo munie d'un câble de branchement pour la connecter à une télévision et qui agit en tant que console de jeux. Cet appareil, qui sert de contrôleur de jeu et de console, permet ainsi de jouer à un ou plusieurs jeux vidéo sans console,,.

## Fabricants
- Atari
- Capcom
- DreamGEAR
- Jakks Pacific
- Jakks TV Games
- Kid Connection
- Konami
- Majesco Entertainment
- Mammoth Toys
- Milton Bradley
- Namco
- Nintendo
- NrTrade
- Ohio Art
- Pelican
- Polaroid
- Radica Games
- Retro Computers
- Sega
- Senario Entertainment
- Sony
- Techno Source
- Tiger Electronics
- Toy:Lobster
- Toymax
- Video Extreme
- vs. Maxx
- Winfun